# Györgyi Zsivoczky-Farkas
Györgyi Zsivoczky-Farkas (* 13. Februar 1985 in Budapest) ist eine ungarische Siebenkämpferin.

## Sportliche Laufbahn
2001 nahm Farkas erstmals an einem internationalen Großereignis, den Jugendweltmeisterschaften in Debrecen teil und erreichte dort den siebten Platz. Bei den Juniorenweltmeisterschaften in Kingston wurde sie Zehnte. 2004 belegte sie bei den Juniorenweltmeisterschaften den siebten Platz. 2005 wurde sie bei den U23-Europameisterschaften 2013 in Erfurt 16. Sie startete 2008 erstmals bei den Olympischen Sommerspielen, die sie in Peking auf dem 28. Rang beendete.
2012 belegte sie bei den Europameisterschaften in Helsinki den 14. Platz und qualifizierte sich damit für die Olympischen Spiele in London, die sie diesmal auf dem 21. Platz abschloss. 2013 gewann sie bei den Weltstudentenspielen in Kasan die Silbermedaille und belegte bei den Weltmeisterschaften in Moskau den 15. Rang. 2014 nahm sie erneut an den Europameisterschaften teil und belegte in Zürich den zehnten Rang. 2015 erreichte sie bei den Halleneuropameisterschaften in Prag Platz sechs, denselben Platz, den sie auch bei den Weltmeisterschaften in Peking erreichte. 2016 nahm sie an den Hallenweltmeisterschaften in Portland teil und wurde dort Fünfte. Bei den Europameisterschaften im Juli 2016 in Amsterdam wurde sie Fünfte. Mit ihrer Leistung hat sie sich auch für die Olympischen Spiele 2016 in Rio qualifiziert, bei denen sie mit neuer Bestleistung den achten Platz belegte.
Bei den Halleneuropameisterschaften 2017 gewann Zsivoczky-Farkas mit neuer persönlicher Bestleistung von 4723 Punkten die Bronzemedaille.
Sie ist auch mehrfache ungarische Staatsmeisterin im Siebenkampf und im Weitsprung.
Ihr Ehemann und Trainer ist der ehemalige Zehnkämpfer und Hochspringer Attila Zsivoczky.

## Persönliche Bestleistungen

### Siebenkampf
- 6442 Punkte, 13. August 2016, Rio de Janeiro

| Disziplin    | Ergebnis    | Punkte |
| ------------ | ----------- | ------ |
| 100 m Hürden | 13,79 s     | 1008   |
| Hochsprung   | 1,86 m      | 1054   |
| Kugelstoßen  | 14,39 m     | 820    |
| 200 m        | 25,38 s     | 852    |
| Weitsprung   | 6,31 m      | 946    |
| Speerwurf    | 48,07 m     | 823    |
| 800 m        | 2:11,76 min | 939    |

### Fünfkampf
- 4723 Punkte, 3. März 2017, Belgrad

| Disziplin   | Ergebnis    | Punkte |
| ----------- | ----------- | ------ |
| 60 m Hürden | 8,47 s      | 1024   |
| Hochsprung  | 1,81 m      | 991    |
| Kugelstoßen | 14,95 m     | 858    |
| Weitsprung  | 6,38 m      | 969    |
| 800 m       | 2:15,86 min | 881    |